# Respendial
Respendial war ein König der Alanen zu Beginn des 5. Jahrhunderts.
Über Respendial ist nur sehr wenig bekannt. Der Ende des 6. Jahrhunderts schreibende Bischof Gregor von Tours berichtet jedoch im Rahmen seines Geschichtswerks über ein Ereignis, an dem Respendial beteiligt gewesen ist, wobei sich Gregor auf das heute verlorene Werk des spätantiken Geschichtsschreibers Renatus Profuturus Frigeridus stützen konnte. Frigeridus (im Auszug bei Gregor von Tours) berichtet davon, dass die Vandalen von Franken angegriffen wurden, die wohl als römische Föderaten agierten. Der Vandalenkönig Godigisel fiel im Kampf und die Vandalen drohten vollständig ausgelöscht zu werden, als Respendial – der zunächst zusammen mit dem Alanenkönig Goar agierte, der jedoch dann zu den Römern überlief – ihnen mit seinen Alanen zur Hilfe kam. Problematisch ist der Zeitpunkt dieser Schlacht. Gregor berichtet davon im Zusammenhang mit der Eroberung Roms 410 durch die Westgoten. In der modernen Forschung wird die Schlacht jedoch zeitlich kurz vor dem Rheinübergang von 406 angesiedelt, bei dem zum Jahreswechsel 406/7 mehrere barbarische Stämme (Vandalen, Sueben sowie Alanen) den Rhein – vermutlich bei Mogontiacum – überquerten und in Gallien einfielen. Dies erscheint insofern plausibel, als Frigeridus den Rhein und die Franken erwähnte, was zu den Ereignissen im Vorfeld des Rheinübergangs passen würde.
Dieser communis opinio widersprach vor einigen Jahren Phillip Wynn. Seiner Meinung nach habe die Schlacht nicht östlich des Rheins und im Jahr 406 (oder 405, wenn man Michael Kulikowskis These folgt) stattgefunden, sondern im Jahr 410, also im Jahr der Eroberung und Plünderung Roms durch Alarich I., und zwar in Hispanien, wohin die barbarischen Invasoren nach dem Rheinübergang weitergezogen waren. Wynn glaubt zudem, dass, aufgrund der Schreibung in einigen Handschriften der Historiae Gregors, nicht Alanen den Vandalen zur Hilfe kamen, sondern Alamannen. Allerdings ist diese Neuinterpretation Wynns sehr umstritten und wird von der Forschung (auch aufgrund anderer Probleme, die sich aus der Chronologie ergeben) oft abgelehnt.
Respendial scheint jedenfalls nach dem erfolgreichen Rheinübergang noch einige Zeit als König – wenigstens eines Teils – der Alanen fungiert zu haben, bevor er zu einem unbekannten Zeitpunkt (vielleicht in Hispanien) verstarb.